# Niels Krabbe (officer)
 Der er flere personer med dette navn, se Niels Krabbe.
Niels Krabbe (2. december 1651 på Akershus – 13. februar 1708 i København) var en dansk officer.
Han var søn af statholder Gregers Krabbe. Fra ung af var han knyttet til hoffet, blev 1667 hofjunker og forskærer og 1670 ved Christian V's salving kammerjunker, men 1675 trådte han som ritmester ind i Hestgarden, da denne i anledning af den forestående krig udvidedes til et regiment. Krabbe blev major 1677 og oberstløjtnant 1682, men vedblev tillige at forrette tjeneste som kammerjunker hos Christian V, til hvis nærmeste kreds han hørte. Ved Adam Levin Knuths død i begyndelsen af 1699 blev en del af overkammerjunkerens funktioner overdraget Krabbe, og samme år fik han karakter som brigadér til hest. Han nød almindelig agtelse som en brav og retskaffen mand, hvad der vel ikke var uden betydning, da han kort efter tronskiftet samme år blev oberst for Hestgarden i stedet for generalløjtnant Samuel Christoph von Plessen, der blev afsat og fængslet på grund af forskellige misligheder. Først i juni 1700, da belejringen af Tønning var opgivet, fordi Gottorps allierede var faldne ind i Holsten, fik Krabbe ordre til med størstedelen af Garden at afgå til Sønderjylland for at inddrive kontributioner og imødegå strejftog. I dette øjemed blev han i juli måned posteret ved Arlevad mellem Husum og Bredsted, hvor også 2. sjællandske Rytterregiment samt to kompagnier fodfolk blev underlagt ham, der som oberst af Garden havde rang med generalmajorer. Men Krabbe var mere hofmand end general. Ansvaret ved at agere på egen hånd trykkede ham, og hele hans optræden bar præg heraf. Ikke desto mindre fik han, da Carl XII i august havde gjort landgang på Sjælland, ordre til at gå til København og overtage kommandoen over rytteriet der. Som bekendt blev her heller ingen lejlighed til at plukke laurbær, men Krabbe vedblev også uden det at holde sig i kongens nåde. 1701 fik han Dannebrogordenen, ved hvilken lejlighed han var blevet generalmajor, og kommandoen over Garden beholdt han til sin død i København 13. februar 1708, hvornæst kongen erklærede sig selv for korpsets chef.
Krabbe ejede Hverringe på Fyn. Han var blevet gift 30. maj 1679 med Louise Charlotte von Schlaberndorf (død 1737), der hørte til en fornem brandenborgsk slægt og som overhofmesterinde hos dronning Charlotte Amalie ligeledes var knyttet til hoffet. 